# 缘弓蟹蛛
缘弓蟹蛛（学名：Alcimochthes limbatus）为蟹蛛科弓蟹蛛属的动物。分布于日本、越南、马来半岛、台湾岛以及中国大陆的四川等地。